# 荒井魏
荒井魏（あらい たかし、1945年 -　）は、日本のフリージャーナリスト。日本余暇学会理事。日本文化社会学会副会長。昭和女子大学オープンカレッジ講師。歴史著作家。

## 来歴
東京都生まれ。早稲田大学政治経済学部入学。大隈記念特別奨学生に選抜される。1969年同学卒業、毎日新聞社入社。西部本社報道部、東京本社生活家庭部等で記者として活躍後、毎日グラフ、サンデー毎日、毎日ムック等雑誌の編集を手掛ける。その後、第二図書出版部編集部長、学芸部編集委員、敬和学園大学客員教授、環太平洋大学教授を務めた。
2003年「良寛の生き方と思想の現代的意味 エイジング、生涯学習などの視点から」で、早稲田大学大学院より博士号（人間科学）取得。

## 著書
- 『自遊人 アクティブライフのすすめ』社会思想社1988現代教養文庫
- 『淀川長治の遺言 映画・人生・愛』岩波書店　1999
- 『安達曈子の花一路』毎日新聞社　2000
- 『映画少年・淀川長治』2000　岩波ジュニア新書（2001年 全国学校図書館協議会課題図書選定作品（高等学校の部））
- 『良寛の四季』岩波書店　2001　のち現代文庫
- 『天下人の自由時間』2003　文春新書

## 共著
- 『名医の語る健康法 最新医学の知恵と病気予兆チェック』編著　社会思想社　1995
- 『司馬遼太郎を歩く』1-3 楠戸義昭、重里徹也共著　毎日新聞社　2001-03

## 編集
- 『日本三百名山　毎日新聞社編』 毎日新聞社　1997

## 参考
- http://bookweb.kinokuniya.co.jp/htm/400603167X.html